# Роберт Маккаммон
Роберт Рік Маккаммон (англ. Robert Rick McCammon; нар. 17 липня 1952, Бірмінгем, штат Алабама, США) — американський письменник-фантаст та автор жахів. Один із найвпливовіших авторів американського буму літератури жахів кінця 1970-х — початку 1990-х років, до 1991 року МакКеммон мав три бестселери «Нью-Йорк Таймс» («Вовча година», «Стінгер» і «Лебедина пісня») і близько 5 мільйонів книжок у друці. З 2002 року він написав кілька книг у серії історичних детективів, у яких розповідає про судового секретаря 17-го століття Метью Корбетта, який розплутує таємниці колоніальної Америки.

## Особисте життя
Його батьки — Джек, музикант, і Барбара Банді МакКаммон. Після розлучення батьків МакКеммон жив з бабусею та дідусем у Бірмінгемі. Він отримав ступінь бакалавра журналістики в Університеті Алабами в 1974 році. МакКеммон живе в Бірмінгемі. Має доньку Скай від колишньої дружини Саллі Сандерс.

## Кар'єра
МакКеммон опублікував кілька книг, відзначених багатьма нагородами, зокрема «Моє» у 1990 році та «Хлоп'яче життя» у 1991 році. Після виходу книги «На південь» МакКеммон вирішив піти від свого видавця. Після конфлікту з редактором нового видавництва щодо напряму свого історичного роману «Говорить нічний птах», він відійшов від письменництва. Після тривалої перерви, спричиненої реорганізацією видавничої індустрії, особистою депресією та душевними пошуками МакКаммона, він повернувся у видавничий світ з «Говорить нічний птах», першою книгою в серії про Метью Корбетта. Видання Publishers Weekly назвало її «нав'язливо читабельним твором» і сказало: «Віддані шанувальники МакКаммона знайдуть для себе привід для радості, що він знову з'явився на світ». З 2002 року було опубліковано чотирнадцять нових книг, у тому числі вісім — у серії про Метью Корбетта.
У 1985 році оповідання МакКеммона «Нічні повзуни» було адаптовано в епізод серіалу «Сутінкова зона» (1985).
Як і Дін Кунц, МакКаммон деякий час відмовлявся дозволяти перевидавати свої перші романи (аж до «Вони жадають» включно), оскільки, незважаючи на те, що вони йому не подобалися, він не відчував, що вони відповідали стандартам його пізніших творів. Він писав, що відчуває, що йому дозволили навчитися писати публічно, і тому вирішив офіційно відмовитися від своїх ранніх творів. Однак «Ваал», «Гріх Бетані», «Нічний човен» і «Вони жадають» були перевидані видавництвом Subterranean Press обмеженим накладом. В інтерв'ю 2013 року МакКаммон визнав, що деякі читачі хотіли б мати повне зібрання його творів, і сказав: «Перечитуючи ці книги, я бачу, що вони написані не так погано, як я їх пам'ятаю». Всі вони також були випущені у вигляді електронних та аудіокниг.

## Премії та нагороди
- 1987 Премія Брема Стокера за роман «Пісня Сван» (англ. Swan Song) (1987)
- 1987 Премія Брема Стокера за оповідання «The Deep End» (1987)
- 1989 Премія Брема Стокера за оповідання «Eat Me» (1989)
- 1990 Премія Брема Стокера за роман Моє! (англ. Mine) (1990)
- 1991 Всесвітня премія фентезі за роман Життя хлопчика (англ. Boy's Life) (1991)
- 1990 Премія Брема Стокера за роман Життя хлопчика (1991)